# Березник (Березницкое сельское поселение)
Бере́зник — село в Устьянском районе Архангельской области. Административный центр муниципального образования «Березницкое».

## География
Село Березник расположено на правом берегу реки Устья (приток Ваги). Через Березник проходит асфальтовая автодорога, двигаясь по которой в направлении Вельска можно выехать на федеральную автотрассу М8 Холмогоры (Москва — Архангельск).
Ближайшие населённые пункты — деревни Горылец, Вежа и Задорье.

## Население
| 2002 | 2009 | 2010 | 2012 |
| ---- | ---- | ---- | ---- |
| 665  | ↗670 | ↘609 | ↗695 |

## Люди, связанные с селом
В начале XX века в селе в Березнике работала учительницей знаменитая собирательница фольклора Мария Ильинична Фёдорова-Шалаурова, записавшая устьянские былины.

## Спорт
В селе построен крытый спортивный комплекс с искусственной ледовой ареной и зрительскими трибунами на 370 мест.

### Карты
- [mapp38.narod.ru/map1/p38099100.html Топографическая карта P-38-99,100. Октябрьский]
- Березник. Публичная кадастровая карта (недоступная ссылка — история).
- Березник на карте Wikimapia